# Tae Satojová
Tae Satojová, japonsky 里谷 多英 (* 12. června 1976 Sapporo) je bývalá japonská akrobatická lyžařka.
Na olympijských hrách v Naganu roku 1998 vyhrála závod v jízdě v boulích. Stala se tak první japonskou ženou, která získala olympijské zlato. Na dalších hrách v Salt Lake City roku 2002 ve stejné disciplíně brala bronz. Jejím nejlepším výsledkem na mistrovství světa bylo čtvrté místo v paralelní závodě v roce 2009. To bylo taktéž její nejlepší umístění v celkovém hodnocení boulí ve světovém poháru, dosáhla ho v roce 1999. Vyhrála v seriálu světového poháru dva závody. V roce 2005 byla zatčena po rvačce, kterou údajně začala v nočním klubu v Tokiu. Když byla požádána, aby upustila od sexuálních hrátek s mužem na pohovce ve VIP místnosti klubu, v opilosti měla udeřit majitele nočního klubu, pak házela sklenicemi a kopala do stolů a židlí. To způsobilo, že masivně ztratila přízeň veřejnosti a také sponzory. Byla načas rovněž vyloučena z národního týmu. Dokázala se nicméně vrátit, kariéru definitivně ukončila až v roce 2012.